# Cliffortia weimarckii
Cliffortia weimarckii är en rosväxtart som beskrevs 2007 av Christopher Maxwell Whitehouse. Cliffortia weimarckii ingår i släktet Cliffortia och familjen rosväxter. Inga underarter finns listade i Catalogue of Life.
Arten har uppkallats efter Henning Weimarck.